# Olcinia
Olcinia is een geslacht van rechtvleugeligen uit de familie sabelsprinkhanen (Tettigoniidae). De wetenschappelijke naam van dit geslacht is voor het eerst geldig gepubliceerd in 1877 door Stål.

## Soorten
Het geslacht Olcinia omvat de volgende soorten:
- Olcinia crenifolia Haan, 1842
- Olcinia dentata de Jong, 1939
- Olcinia erosifolia Stål, 1877
- Olcinia excisa Karny, 1923
- Olcinia grandis de Jong, 1939
- Olcinia mahakamensis de Jong, 1939
- Olcinia pallidifrons Karny, 1926